# Krzysztof Hejke
Krzysztof Jan Heyke (ur. 3 grudnia 1962 w Warszawie) – polski fotografik, operator, wydawca, podróżnik, profesor łódzkiej szkoły filmowej.

## Życiorys
W 1982 ukończył Państwowe Liceum Sztuk Plastycznych w Nałęczowie. W 1990 został absolwentem Instytutu Fotografii Artystycznej w Pradze, a w 1991 Wydziału Operatorskiego Państwowej Wyższej Szkoły Filmowej, Telewizyjnej i Teatralnej im. Leona Schillera w Łodzi. Postanowieniem z 18 października 2004 prezydenta RP Aleksandra Kwaśniewskiego otrzymał tytuł profesora. Od 2012 jest członkiem Senatu PWSFTviT w Łodzi. Od 2012 zasiada w Centralnej Komisji do spraw Stopni i Tytułów.
W 1993 został laureatem nagrody specjalnej na łódzkim Festiwalu Filmów Przyrodniczych. Jest autorem kilku albumów, między innymi „Polska romantyczna”, nagradzanego siedmiokrotnie w różnych konkursach na najładniejszą książkę. Jest również autorem 220 wystaw indywidualnych.
Wykłada w PWSFTviT (na Wydziale Operatorskim i Reżyserii), współpracował  z Polską Agencją Prasową i kilkunastoma tytułami prasowymi, m.in. z magazynem National Geographic.
W 2017 został odznaczony Srebrnym Medalem „Zasłużony Kulturze Gloria Artis”. W 2023 został odznaczony Srebrnym Krzyżem Zasługi.

## Funkcje i stanowiska
- 2012 – 2016, 2016-2020 członek Senatu PWSFTViT w Łodzi
- 2012 – 2016 – członek Centralnej Komisji do Spraw Stopni i Tytułów
- 2014 – 2016 elektor PWSFTViT
- 2015 – członek Zespołu do Spraw Nagród Ministra Nauki i Szkolnictwa Wyższego
- 2015/16/17 – członek Zespołu do Spraw Nagród Ministra Nauki i Szkolnictwa Wyższego
- 2016-2020 – Członek Komisji PWSFTViT do spraw rozwoju kadry naukowej.
- Członek Uczelnianej Komisji do spraw stopni 2019/2020
- Wybrany na elektora PWSFTViT na lata 2020–2022
- Ekspert Polskiej Komisji Akredytacyjnej[6]
- Członek Senatu PWSFTViT w Łodzi na kadencje 2024-2028
- Członkiem Uczelnianej Komisji ds. Stopni na lata 2024-2028

## Życie prywatne
W kwietniu 2009 w mediach został opublikowany list, który Krzysztof Hejke skierował do prezydenta RP Lecha Kaczyńskiego, jednocześnie przesyłając jego kopię do Marszałka Sejmu (Bronisław Komorowski) i do Kolegium Instytutu Pamięci Narodowej. Przekazał w nim głowie państwa informacje o tym, że jego żona Katarzyna Gójska-Hejke została uwiedziona przez prezesa IPN, Janusza Kurtykę, który miał jej przekazywać tajne dokumenty z IPN, wykorzystywane przez nią następnie do tworzenia artykułów prasowych na temat lustracji i publikowanych w „Gazecie Polskiej”. W tej sprawie śledztwo podjęła Prokuratura Okręgowa Warszawa-Praga. W listopadzie 2009 prokuratura umorzyła śledztwo w sprawie domniemanego ujawnienia lub też bezprawnego wykorzystania tajemnicy państwowej przez prezesa IPN, J. Kurtykę.
W rezultacie orzeczenia sądu za naruszenie dóbr osobistych w lutym 2015 Tomasz Sakiewicz (redaktor naczelny „Gazety Polskiej”) za pośrednictwem prasy dokonał przeprosin Krzysztofa Hejkego za wypowiedź pod jego adresem, wypowiedzianą w wywiadzie opublikowanym 6 czerwca 2009 na łamach tygodnika „Polityka”.

## Albumy
- 1994 – Polska romantyczna
- 2001 – Polska. Duch ziemi
- 2001 – Tam gdzie lwowskie śpią Orlęta
- 2002 – Cmentarz Łyczakowski w fotografii Krzysztofa Hejkego
- 2002 – Małopolska
- 2003 – Cmentarz na Rossie od świtu do zmierzchu
- 2004 – Katedra lwowska obrządku łacińskiego
- 2006 – Mazury. Obrazy nostalgii
- 2006 – Skarby nadwiślańskiej krainy
- 2008 – Ludzie Kresów
- 2009 – Polesie
- 2010 – Cmentarz Bernardyński w Wilnie
- 2010 – Huculszczyzna[11].
- 2010 – Katyń, cmentarze katyńskie
- 2011 – Polskie Cmentarze Wojenne w Uzbekistanie
- 2013 – Jerzy Mierzejewski, Płocka Galeria Sztuki (współautor)
- 2013 – Lwów miasto zatartych granic (współautor)
- 2013 – Rękopis Znaleziony w Paryżu. Wspomnienia Stanisława Morawskiego o Marii Szymanowskiej (współautor)
- 2014 – Melancholia i poznanie. „Autobiografie Elizy Orzeszkowej” (współautor)
- 2016 – Katedra Grodzieńska
- 2017 – Ostatni bartnicy Europy, których spotkałem